# سیارک ۴۶۴۴۱
سیارک ۴۶۴۴۱ (به انگلیسی: 46441 Mikepenston، نامگذاری:2002LE30) چهل و شش هزار و چهارصد و چهل و یکمین سیارک کشف شده‌است که در ۱۰ ژوئن ۲۰۰۲ کشف شد.